# Firestone, Colorado
Firestone är en stad (town) i Weld County, i delstaten Colorado, USA. Enligt United States Census Bureau har staden en folkmängd på 10 385 invånare (2011) och en landarea på 26,9 km².